# Nadstolnica sv. Janeza, Varšava
Nadstolnica sv. Janeza (poljsko Archikatedra św. Jana w Warszawie) je katoliška cerkev v starem mestnem jedru Varšave na Poljskem. Opečna gotska stavba stoji na ulici Świętojańska [pl], poleg jezuitske cerkve. Nadstolnica sv. Janeza je ena od treh glavnih stolnic v mestu, vendar je edini tempelj, ki ima tudi naziv nadstolnice. Je matična cerkev varšavske nadškofije in eden od poljskih nacionalnih panteonov. Skupaj s starim mestnim jedrom je cerkev uvrščena na seznam svetovne dediščine UNESCO.

## Zgodovina
Stolonica, prvotno zgrajena v 14. stoletju v mazovsko-gotskem slogu, je služila kot kronanje in grobišče številnih mazovskih vojvod.
Nadstolnica je bila s kraljevim gradom (Zamek Królewski w Warszawie) povezana z dvignjenim 80 metrov dolgim hodnikom, ki ga je konec 16. stoletja zgradila kraljica Ana Jagielo in ga v 1620-ih razširila po neuspelem poskusu Mihała Piekarskega leta 1620, da bi pred stolnico ubil poljskega kralja Sigismunda III. [2]
V 18. stoletju je bila v cerkvi organizirana armensko-katoliška kapela, potem ko je Varšava doživela pritok Armencev, ki so po poljsko-osmanski vojni 1672–1676 bežali iz Podolja.
Po sprejetju ustave 3. maja 1791 se je kralj Stanislav II. Avgust Poniatowski ob koncu zasedanja na kraljevem gradu odpravil v stolnico sv. Janeza, da bi pred oltarjem, pred Bogom, ponovil prisego ustave. Tudi maršale Velikega sejma so navdušeni poslanci sejma na ramenih prinesli do stolnice.
Leta 1798 je Varšava postala sedež nove škofije (nadškofija po letu 1818) in cerkev je postala stolnica.
Cerkev je bila večkrat obnovljena, najbolj znana v 19. stoletju, in je bila ohranjena do druge svetovne vojne kot primer angleške neogotike.
Leta 1944, med Varšavsko vstajo (avgust–oktober 1944), je bila stolnica prizorišče spopadov med uporniki in napredujočo nemško vojsko. Nemcem je uspelo v stolnico vnesti tank, naložen z eksplozivom in velika eksplozija je uničila velik del stavbe. Po propadu vstaje je nemški Vernichtungskommando (odred za uničenje) v stene izvrtal luknje za eksploziv in razstrelil cerkev, pri čemer je uničil 90 % njenega obzidja.
Stolnica je bila po vojni obnovljena. Zunanja rekonstrukcija temelji na domnevnem videzu cerkve iz 14. stoletja (po Hogenbergovi ilustraciji iz začetka 17. stoletja in risbi Abrahama Boota iz leta 1627), ne pa na njenem predvojnem videzu.

## Notranjost
Bogata zgodnjebaročna dekoracija v notranjosti iz začetka 17. stoletja in veličastna slika na glavnem oltarju, ki jo je naslikal Palma il Giovane in prikazuje Devico z detetom, sv. Janezom Krstnikom in sv. Stanislavom, sta bili uničeni v nemškem bombardiranju cerkve 17. avgusta 1944. Ostanke cerkve so Nemci razstrelili novembra 1944. Od šeststo let stare stavbe je nekako ostala le ena stena, ki ji je nekako uspelo preživeti. To opustošenje poljskega nacionalnega spomenika je bilo del načrtovanega uničenja Varšave, ki se je uradno začelo po propadu Varšavske vstaje.
Slika Device z detetom je bila ustvarjena leta 1618 za kralja Sigismunda III. Vaso posebej za osrednji oltar stolnice. Kot mojstrovina je bila po Napoleonovem ukazu zasežena in prepeljana v Pariz. Varšavske oblasti so jo po Dunajskem kongresu v dvajsetih letih 19. stoletja ponovno našle. Od poslikave je preživela številne vojne in bombardiranje Varšave, druge svetovne vojne pa ni. Med skulpturami, izgubljenimi zaradi nemškega bombardiranja, je najbolj vreden omembe marmorni doprsni kip Jana Franciszka Bielińskega, vojvode Malborka (umrl leta 1685), ki ga je izklesal Jean-Joseph Vinache.
Zasnova notranje rekonstrukcije se je precej razlikovala od predvojne stolnice in jo vrnila v surov gotski videz, saj se je ohranilo zelo malo originalne opreme. Je triladijska stavba, stranski ladji sta enake višine kot glavna ladja. Na desni strani od sprednje strani je zvonik, pod njim pa je prehod na ulico Dziekania. V njej je prižnica iz leta 1959, ki jo je zasnoval Józef Trenarowski in klopi, ki so replika uničenih baročnih, ki jih je ustanovil kralj Jan III. Sobieski. Poleg tega je v stolnici veliko kapel, nagrobnikov in epitafov. Ob levi ladji so številne kapele. Te so, po vrsti, od glavnega oltarja:
- Kapela Baryczka, na koncu leve ladje (vsebuje leseno križanje, ki velja za najdragocenejši element opreme; leta 1539 ga je iz Nürnberga prinesel trgovec Jerzy Baryczka),
- Kapela Bičanega Kristusa (najstarejša kapela, izvira iz 15. stoletja)
- Krstilnik (izvira iz leta 1631)
- Kapela Janeza Krstnika
- Kapela sv. Stanislava, iz 15. stoletja
- Med rekonstruiranimi elementi prvotne notranjosti je rokokojski oltar v kapeli Brezmadežnega spočetja, tako imenovana Literarna kapela, s podobo Device Marije iz porušene cerkve sv. Andreja na Gledališkem trgu, ki izvira iz 17. stoletja.[8]

Slika, ki je nekoč pripadala poljskim kraljem Janezu II. Kazimirju Vasi, Mihaelu Korybutu Wiśniowieckemu in Janu III. Sobieskemu, je bila uporabljena med bitkami.